# Línea 33 (Movibus)
La línea 33 de la red de autobuses interurbanos de la Región de Murcia (Movibus) une Molina de Segura con el Campus de Espinardo de la Universidad de Murcia y la UCAM.

## Características
Fue puesta en servicio el 3 de diciembre de 2021, con la entrada en vigor de la primera fase de Movibus.
La línea mantiene los mismos horarios todo el año, tan sólo operando de lunes a sábados lectivos. No presta servicio domingos y festivos, ni durante el periodo no lectivo de las universidades.
Pertenece a la concesión RMU-003 "Molina de Segura - Murcia", y es operada por Interbus.

## Horarios
Los horarios que no sean cabecera son aproximados.
| Lunes a viernes lectivos |                        |                        |                        |                        |                        |
| Molina > Universidades   | Molina > Universidades | Molina > Universidades | Universidades > Molina | Universidades > Molina | Universidades > Molina |
| Molina de Segura         | UMU                    | UCAM                   | UCAM                   | UMU                    | Molina de Segura       |
| 06ː45                    | 07ː05                  | 07ː15                  |                        |                        |                        |
| 07ː35                    | 07ː55                  | 08ː05                  |                        |                        |                        |
| 08ː20                    | 08ː40                  | 08ː50                  | 09ː15                  | 09ː25                  | 09ː45                  |
| 10ː30                    | 10ː50                  | 11ː00                  | 11ː15                  | 11ː25                  | 11ː45                  |
| 12ː00                    | 12ː20                  | 12ː30                  | 12ː45                  | 12ː55                  | 13ː15                  |
| 13ː30                    | 13ː50                  | 14ː00                  | 14ː15                  | 14ː25                  | 14ː45                  |
| 15ː00                    | 15ː20                  | 15ː30                  | 15ː45                  | 15ː55                  | 16ː15                  |
| 16ː30                    | 16ː50                  | 17ː00                  | 17ː15                  | 17ː25                  | 17ː45                  |
| 18ː00                    | 18ː20                  | 18ː30                  | 18ː45                  | 18ː55                  | 19ː15                  |
| 19ː30                    | 19ː50                  | 20ː00                  | 20ː15                  | 20ː25                  | 20ː45                  |
| 21ː00                    | 21ː20                  | 21ː30                  | 21ː45                  | 21ː55                  | 22ː15                  |
| Sábados lectivos         |                        |                        |                        |                        |                        |
| Molina > Universidades   | Molina > Universidades | Molina > Universidades | Universidades > Molina | Universidades > Molina | Universidades > Molina |
| Molina de Segura         | UMU                    | UCAM                   | UCAM                   | UMU                    | Molina de Segura       |
| 08ː15                    | 08ː35                  | 08:45                  | 10ː15                  | 10ː25                  | 10:45                  |
| 12ː20                    | 12ː40                  | 12:50                  | 14ː15                  | 14ː25                  | 14:45                  |

## Recorrido y paradas

### Sentido Universidades
| Parada                          | Común con        | Conexión con tranvía |
| ------------------------------- | ---------------- | -------------------- |
| Estación de Autobuses de Molina | 14 31 32A 32B 36 |                      |
| Ayuntamiento II                 | 14 31 32A 32B 38 |                      |
| La Cruz II                      | 31 32A 32B 38    |                      |
| San Roque II                    | 31 32A 32B 38    |                      |
| Mercedes II                     | 31 32A           |                      |
| Complejo II                     | 31 36            |                      |
| Aulario Norte                   | 31 36            |                      |
| Vial Norte I                    | 31 36            |                      |
| Biológicas                      | 11 22A 22B       |                      |
| Psicología                      | 22A 22B          |                      |
| Apartamentos Campus             | 11 22A 22B       |                      |
| Educación                       | 22A 22B          |                      |
| Agridulce                       | 11 22A 22B       |                      |
| Universidad Católica            | 11 22A 22B       | UCAM-Los Jerónimos   |

### Sentido Molina de Segura
| Parada                          | Común con        | Conexión con tranvía |
| ------------------------------- | ---------------- | -------------------- |
| Universidad Católica            | 11 22A 22B       | UCAM-Los Jerónimos   |
| Agridulce                       | 11 22A 22B       |                      |
| Educación                       | 22A 22B          |                      |
| Luis Vives                      | 11 22A 22B       |                      |
| Veterinaria                     | 22A 22B          |                      |
| Informática                     | 11 22A 22B       |                      |
| Vial Norte II                   | 31 36            |                      |
| Aulario Norte                   | 31 36            |                      |
| Complejo I                      | 31 36            |                      |
| Mercedes I                      | 31 32A           |                      |
| San Roque I                     | 31 32A 32B 38    |                      |
| Plaza La Cruz                   | 31 32B 38        |                      |
| Ayuntamiento I                  | 14 31 32B 38     |                      |
| Estación de Autobuses de Molina | 14 31 32A 32B 36 |                      |